# Bhutan Super League
Die Bhutan Super League (aus Sponsorengründen bislang immer Bhutan Pepsi Super League genannt) ist nach der Bhutan Premier League die zweithöchste landesweite Spielklasse des nationalen Fußballverbands von Bhutan. In der Form der Super League gibt es sie seit der Saison 2019, wo sie die bislang zweitklassige Thimphu League bzw. die davor seit 2001 ausgetragene A-Division als höchste Spielklasse ablöste.

## Geschichte und Modus
Die Liga gilt als Nachfolger der bis 2014 stets im Frühjahr ausgetragenen, sowie früheren bis zum Jahr 2014 erstklassigen A-Division und der von 2015 bis 2018 ausgetragenen regionalen, auf Klubs aus dem Distrikt Thimphu beschränkten Thimphu League. Diese bildet seit dem zusammen mit der Dzongkhag League die drittklassige Stufe des Ligasystems.
Der Modus ähnelt dem der Vorgängerligen. So wird bislang von Anfang April bis Anfang Juni in einem Spielsystem, indem jeder gegen jeden einmal antritt eine erste Positionierung festgelegt. In der ersten Saison 2019 qualifizierten sich die ersten sechs Mannschaften für die dann ab Ende Juni ausgetragenen erstklassigen Premier League sowie die ersten vier Mannschaften zudem nochmal für die Play-offs der Liga um einen Meister auszuspielen. Die letzten beiden Mannschaften stiegen wiederum in die drittklassige Thimphu League ab, welche dann im August noch einmal ihre Spiele austrug. In den Play-offs wurden drei Halbfinalspiele ausgetragen, dabei spielten im ersten Halbfinale der in der regulären Spielrunde auf dem ersten Platz positionierte gegen den Zweitplatzierten den ersten Teilnehmer im Finale aus. Der Verlierer ging dann ins dritte Halbfinale, dessen Gegner im zweiten Halbfinale bestimmt werden sollte, wo dann schließlich der zweite Teilnehmer am Finale bestimmt wurde. Am Ende dieser Saison sollten jedoch trotzdem der erste gegen den zweiten erneut spielen.
Die Saison 2020 wurde von Anfang Februar 2020 bis Mitte März 2020 mit nun nur noch acht Mannschaften ausgespielt. In dieser Saison gab es keine Play-offs und die ersten vier Klubs nahm an der Premier League teil, womit der Klub auf dem ersten Platz Meister wurde. Zudem gab es auch keine Absteiger in die regionalen Spielklassen. Welche Mannschaften zur nächsten Saison aufsteigen, ist nicht bekannt, da scheinbar keine regionale Spielrunde aufgrund der COVID-19-Pandemie ausgetragene wurde.

## Alle Meister
als A-Division (Qualifikation für die National League)
- 2012: Druk Pol FC
- 2013: Yeedzin FC
- 2014: Druk United FC

als Thimphu League (Qualifikation für die National League)
- 2015: FC Tertons
- 2016: Thimphu City FC
- 2017: Thimphu City FC
- 2018: Transport United

als Super League (Qualifikation für die National League)
- 2019: Druk Stars FC
- 2020: High Quality United FC